# Réservoir de l'hôpital Saint-Louis
Réservoir de l'hôpital Saint-Louis (česky nádrž v nemocnici sv. Ludvíka) je zásobárna pitné vody v Paříži ze 17. století.

## Umístění
Nádrž se nachází v 10. obvodu na ulici Rue Juliette-Dodu. Je součástí komplexu nemocnice Svatého Ludvíka, leží na jeho východním okraji.

## Popis
Rezervoár je obdélná stavba asi deset metrů dlouhá, relativně nízko položená ve srovnání s okolním terénem. Je postavena z kamene se střechou pokrytou taškami. Její jihovýchodní strana je doplněna šesti kamennými opěrnými pilíři.

## Historie
Stavba vznikla v 17. století pro shromažďování vody z pramenů na návrší Belleville. Budova je vedena od roku 2006 jako historická památka v rámci ochrany vodovodního celku Belleville.